# Cotnari (companie)
Cotnari SA este o companie românească producătoare de vinuri. Istoria începe în 1948 când se înființează Întreprinderea Agricolă de Stat (IAS) Cotnari din fuziunea Gospodăriei Agricole de Stat (GAS) Cotnari, producătoare de struguri și vin, cu GAS Deleni, care avea plantații de pomi fructiferi și se ocupa cu creșterea de ovine. În baza HG nr. 266/1991, IAS Cotnari se privatizează și se înființează Cotnari SA. În anul 2000, Cotnari a rămas doar cu producerea strugurilor, vinificarea și comercializarea vinului.
În 1948, compania deținea o suprafață de 2.000 ha. Astăzi, compania deține în proprietate 900 ha și are în arendă 800 ha.
În portofoliul producătorului sunt următoarele game de vinuri: Anotimpurile Cotnari, Clasic, Cotnari, Etichetă galbenă, Selecții, Vin de spirit și Vinotecă. Plantația este formată din soiurile Grasă de Cotnari (510 ha), Tămâioasă românească (460 ha), Fetească albă (220 ha) și Frâncușă (210 ha).
Vinurile au fost premiate la diverse competiții interne și internaționale.
Acționarii societății sunt: Asociația „Vița De Vie” - 99,791%, Neculai Carja - 0,14%, Magdalenea Maria Constantinopol Panaitescu - 0,023%, Ioan Matei - 0,023%, Constantin Deleanu - 0,023%.
Cifra de afaceri:
- 2013: 24,3 milioane euro [5]
- 2007: 24,5 milioane euro [6]

Venit net în 2007: 1,5 milioane euro